# Łuka (rejon białocerkiewski)
Łuka (ukr. Лука) – wieś na Ukrainie, w obwodzie kijowskim, w rejonie białocerkiewskim, w hromadzie Taraszcza. W 2025 liczyła 2113 mieszkańców.